# Делаплејн (Арканзас)
Делаплејн (енгл. Delaplaine) град је у америчкој савезној држави Арканзас.

## Демографија
По попису из 2010. године број становника је 116, што је 11 (-8,7%) становника мање него 2000. године.
| Група             | 2000.       | 2010.       |
| Белци             | 114 (89,8%) | 113 (97,4%) |
| Афроамериканци    | 0 (0,0%)    | 0 (0,0%)    |
| Азијати           | 0 (0,0%)    | 0 (0,0%)    |
| Хиспаноамериканци | 0 (0,0%)    | 2 (1,7%)    |
| Укупно            | 127         | 116         |